# Jeszcze w zielone gramy
Jeszcze w zielone gramy – piosenka poetycka napisana przez Wojciecha Młynarskiego, a skomponowana przez Jerzego „Dudusia” Matuszkiewicza.
Pierwsze publiczne wykonanie piosenki odbyło się na festiwalu w Opolu w 1985 roku gdzie zaśpiewała ją Zofia Kamińska. Według Wojciecha Młynarskiego wykonanie to nie zdobyło jednak piosence popularności. Dopiero po włączeniu jej do repertuaru Młynarskiego, a potem Magdy Umer stała się ona przebojem. Utwór został po raz pierwszy wydany na płycie o tym samym tytule w roku 1989. W późniejszych latach był on wykonywany przez wielu wykonawców, m.in. zespół Raz, Dwa, Trzy, Hannę Banaszak czy Macieja Maleńczuka.

## Wersja Darii Zawiałow
Jeszcze w zielone gramy – piosenka z filmu „Plan B” to interpretacja utworu Młynarskiego w wykonaniu Darii Zawiałow. Singel wydany został przez Next Film dnia 1 grudnia 2017, a teledysk opublikowano 9 grudnia 2017. Piosenka czterokrotnie zdobyła szczyt Listy Przebojów Trójki oraz uzyskała nominację do Fryderyka 2018 w kategorii Utwór Roku.
| Kraj          | Certyfikat      | Sprzedaż |
| ------------- | --------------- | -------- |
| Polska (ZPAV) | platynowa płyta | 20 000+  |